# Belle-Fille Normande
Belle-Fille Normande est un cultivar de pommier domestique.

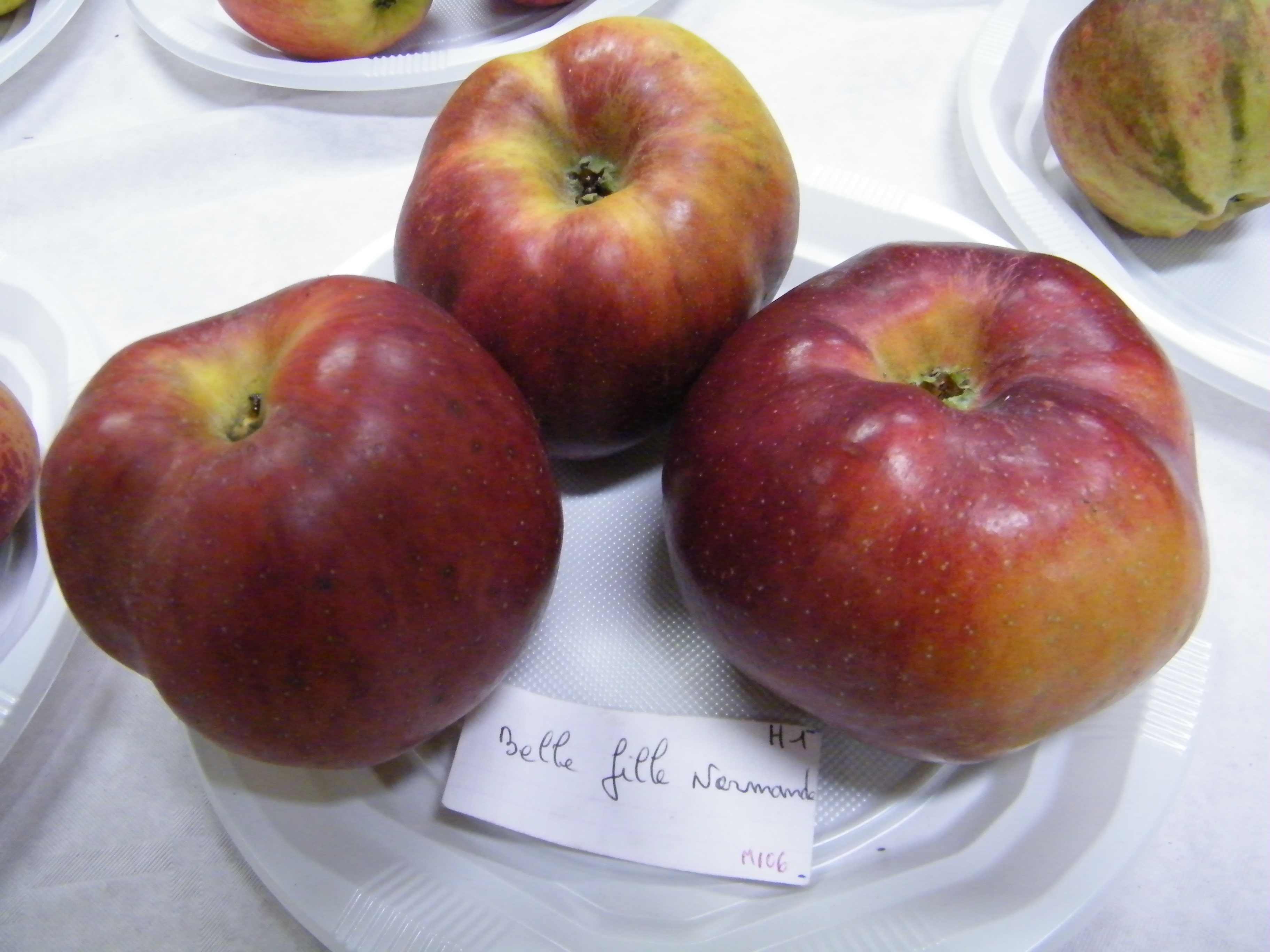
Belle-Fille Normande.

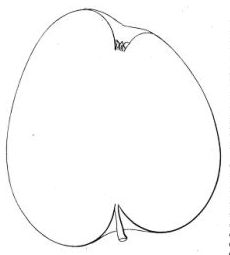
Belle-Fille Normande, silhouette.

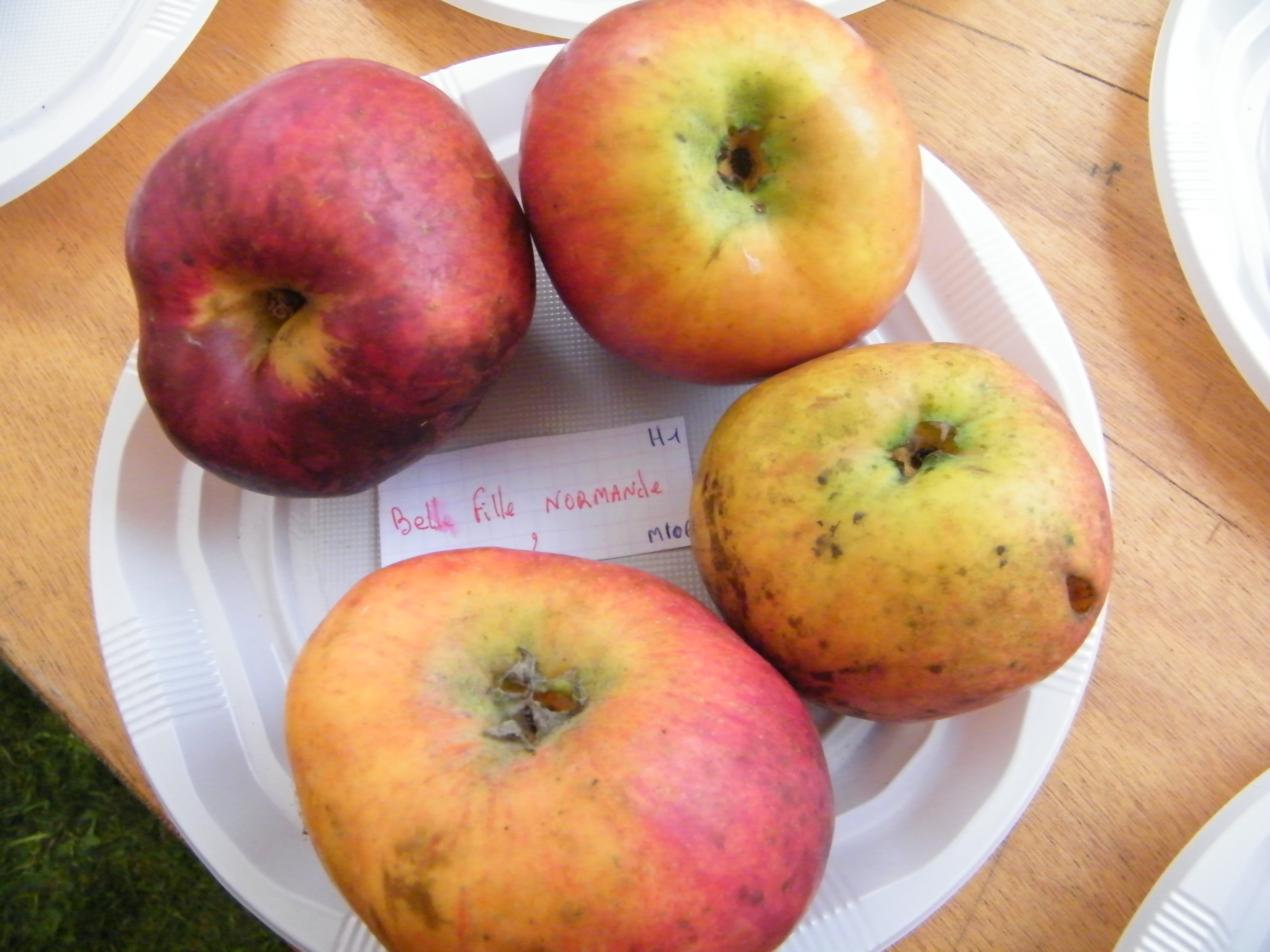
Fruits obtenus sans traitement.

## Origine
La pomme serait née en 1750, dans le Pays de Caux, en Normandie, et en Seine-Maritime, France.

## Synonymes
- Belle-Fille du pays de Caux.
- Dameret (d'Aumale).
- De Livre (nom tiré de la grosseur du fruit, ne pas confondre avec "Une Livre" qui n'est pas la même variété).
- De Damoiselle[1],[2].

## Description

### Fruit
- Usage : à couteau.
- Calibre : : la pomme est très grosse, voire considérable.
- Epicarpe : uni, jaune brillant, lavé de rose clair sur la partie au soleil, maculé de fauve verdâtre autour du pédoncule et couvert de larges points roux.
- Chair :  blanche[1].

### Arbre
Bois de force moyenne, rameaux nombreux et assez gros, un peu courts, étalés, très-géniculés, duveteux , brun verdâtre nuancé de rouge.
Lenticelles arrondies, larges et abondantes, coussinets bien accusés.
Yeux moyens, coniques-arrondis, collés en partie sur l’écorce et ayant les écailles saillantes.
Feuilles très grandes, minces, ovales, vert clair brillant en dessus, blanc verdâtre en dessous, sensiblement ondulées, à bords assez profondément dentés.
Pétiole blanc jaunâtre, nuancé de rose à la base, long, bien nourri, mais peu rigide et rarement très-cannelé.
Stipules modérément développées.
De médiocre fertilité, l'arbre croît trop lentement pour toujours le destiner à la haute-tige. 
En le greffant au ras de terre, comme gobelet ou cordon, il est d’un bien meilleur rapport, surtout écussonné sur doucin, où il fait des pommiers nains.

#### Pollinisation
- Groupe de floraison: B[3].
- S-génotype: ???
- Pollinisateurs: ???

#### Maladies
- Tavelure: ???
- Mildiou : ???
- Feu bactérien: ???
- Rouille: ???
- Pucerons: ???

#### Culture
- Vigueur du cultivar: ???
- Cueillette: octobre
- Conservation: ???